# Campione per forza
Campione per forza (Mr. Baseball) è un film commedia del 1992 diretto da Fred Schepisi con protagonista Tom Selleck.

## Trama
Jack Elliott è un giocatore di baseball dei New York Yankees la cui carriera ha iniziato un lento declino, dovuto principalmente all'età ed all'ormai raggiunta popolarità che lo porta a non prendere più sul serio il suo lavoro. Viene quindi venduto ad una squadra giapponese i Chunichi Dragons.
All'arrivo in Giappone, l'arrogante Elliot si scontra con la cultura giapponese e con il manager della squadra, e in breve tempo allontana i suoi nuovi compagni di squadra. Crede che le regole e lo stile di gestione del suo nuovo allenatore, Uchiyama siano ridicole, e continua a fare le cose a modo suo, il che porta la sua già scadente prestazione a peggiorare ancora di più. Il suo unico alleato nella squadra è un altro giocatore di baseball americano, Max "Hammer" Dubois con il quale si confida per le sue frustrazioni, ma anche Max è stanco dell'atteggiamento di Jack e della mancanza di rispetto per il gioco e la sua squadra. Allo stesso tempo, Elliot sviluppa una relazione sentimentale con la bella Hiroko.
Dopo l'ennesimo eccesso, Elliot viene sospeso dalla squadra. Una sera conosce la famiglia di Hiroko, e viene così a sapere che suo padre è Uchiyama. Quest'ultimo ammette a Jack di averlo assunto per sua scelta contro le insistenze del management che gli preferiva un altro giocatore (Cleefton dei Boston) e ora la sua stessa carriera, non solo quella di Jack, è in pericolo. Dopo aver sentito questo, Elliot rinfodera il suo orgoglio e ammette le sue mancanze. Uchiyama diventa il suo mentore, si scusa con la squadra in giapponese (dicendo erroneamente che vuole costruire una "bacchetta" piuttosto che un "ponte" di amicizia) e la squadra si raduna attorno a lui e gli insegna il valore della sportività e il rispetto per il lavoro duro.
Il rinvigorito entusiasmo di Elliot per il gioco di squadra è contagioso e i mediocri Dragoni diventano contendenti per la vittoria della Lega Centrale. Elliot risponde positivamente ad una chiamata del suo agente americano che lo vorrebbe riportare a casa e incrina così il suo rapporto con Hiroko.
I Dragoni vincono il campionato così Uchiyama può mantenere il suo posto di lavoro e Max termina la sua carriera nella NPB firmando con i Los Angeles Dodgers. Elliot, che sposa Hiroko, diventa l'allenatore e mentore dei Tigers di Detroit.

## Produzione
La genesi del film è stata assai travagliata. La prima stesura della trama è stata redatta da Theo Pelletier, uno scrittore senza precedenti cinematografici e sviluppato in una sceneggiatura di Monte Merrick e Gary Ross. Quando il regista Fred Schepisi è entrato nel progetto, Tom Selleck era già stato scelto come protagonista e, a causa di una clausola insolita nel suo contratto, aveva l'ultima parola sull'approvazione della sceneggiatura. Ciò ha comportato il coinvolgimento di un altro sceneggiatore, Kevin Wade. Complicazioni ulteriori furono l'acquisizione degli Universal Studios da parte del conglomerato giapponese Matsushita (ora noto come Panasonic). La Universal era preoccupata per le questioni di sensibilità culturale nella rappresentazione dei personaggi giapponesi, quindi reclutarono John Junkerman, esperto scrittore e regista di film sul Giappone, per rielaborare la storia. Schepisi e un quarto sceneggiatore, Ed Solomon, si recarono in Giappone per fare ricerche e al loro ritorno hanno riscritto l'intera sceneggiatura, mettendo in evidenza degli scontri culturali tra i personaggi per creare un effetto comico, ma questa versione a sua volta è stata riscritta da Kevin Wade. Dato che il contratto di Wade è scaduto a metà della produzione, tuttavia, ci ha lavorato solo per circa tre settimane, lasciando molti punti liberi che alla fine hanno dovuto essere risolti da Schepisi. Alla fine, la partecipazione di molte persone al processo ha prodotto una sceneggiatura molto più convenzionale di quanto inizialmente previsto da Schepisi.
Le riprese si sono svolte principalmente a Nagoya, con riprese limitate a Tokyo, in Florida e New York.  Le scene più importanti sono quelle girate allo stadio di Nagoya, in cui migliaia di comparse locali si sono offerte volontarie per sedersi sugli spalti durante le riprese di situazioni di gioco, sfidando persino un tifone per tifare la propria squadra.
A Nagoya sono state anche girate tre scene che alla fine sono state tagliate dall'uscita nordamericana del film ma conservate nell'uscita giapponese. Tutte e tre le scene mettono in luce le relazioni di Jack con Uchiyama e Hiroko.
Tutte le uniformi, i cappelli e gli attrezzi da allenamento presenti nel film sono autentici e attuali al momento del rilascio. Le uniformi ispirate a Los Angeles Dodgers che i giocatori di Chunichi Dragons indossano nel film — con i cappucci blu royal decorati con insegne "D" bianche in caratteri Casey - sono le stesse che indossavano i Draghi tra il 1987 e il 1996. Il cappellino di Detroit Tigers che Selleck indossa nell'ultima scena del film, quando sta allenando un novellino presso la struttura di allenamento primaverile delle "Tigri", è lo stesso cappellino che indossava mentre interpretava il ruolo di Thomas Magnum nella classica serie televisiva Magnum, PI.

## Accoglienza
Alla sua uscita, Mr. Baseball ha ricevuto recensioni contrastanti da parte della critica. Kevin Thomas del Los Angeles Times ha scritto: " Mr. Baseball ... accumula un vero fuoricampo per Tom Selleck.", Confrontando l'attore con Clark Gable.  Bill Diehl della ABC ha definito Mr. Baseball "straordinariamente divertente", mentre Steve Wille di Sports Illustrated scriveva, "Tom Selleck merita un Oscar del baseball".
Janet Maslin del New York Times ha elogiato la performance di Selleck scrivendo "Il personaggio di Jack, il cui invio in Giappone è lo slancio di Mr. Baseball, fornisce a Selleck qualcosa di insolito: un ruolo cinematografico che in realtà si adatta ai suoi talenti. Il modo rilassato e autoironico di Selleck funziona particolarmente bene quando si finge sciocco, come spesso fa qui"
Mr. Baseball detiene attualmente una valutazione del 13% su Rotten Tomatoes basato su 16 recensioni, molte delle quali scritte anni dopo l'uscita del film.

### Box office
Mr. Baseball durante il suo primo fine settimana, ha incassato oltre 5 milioni di dollari al botteghino. In totale ha incassato 20,8 milioni di dollari a livello nazionale. Nonostante la limitata commerciabilità dei film di baseball all'estero, la Universal l'ha posizionata per un'ampia distribuzione oltre il mercato nordamericano. Tuttavia, un riscontro deludente in Giappone e in Europa ha impedito allo studio di recuperare le sue enormi spese.